# Klinikum Görlitz

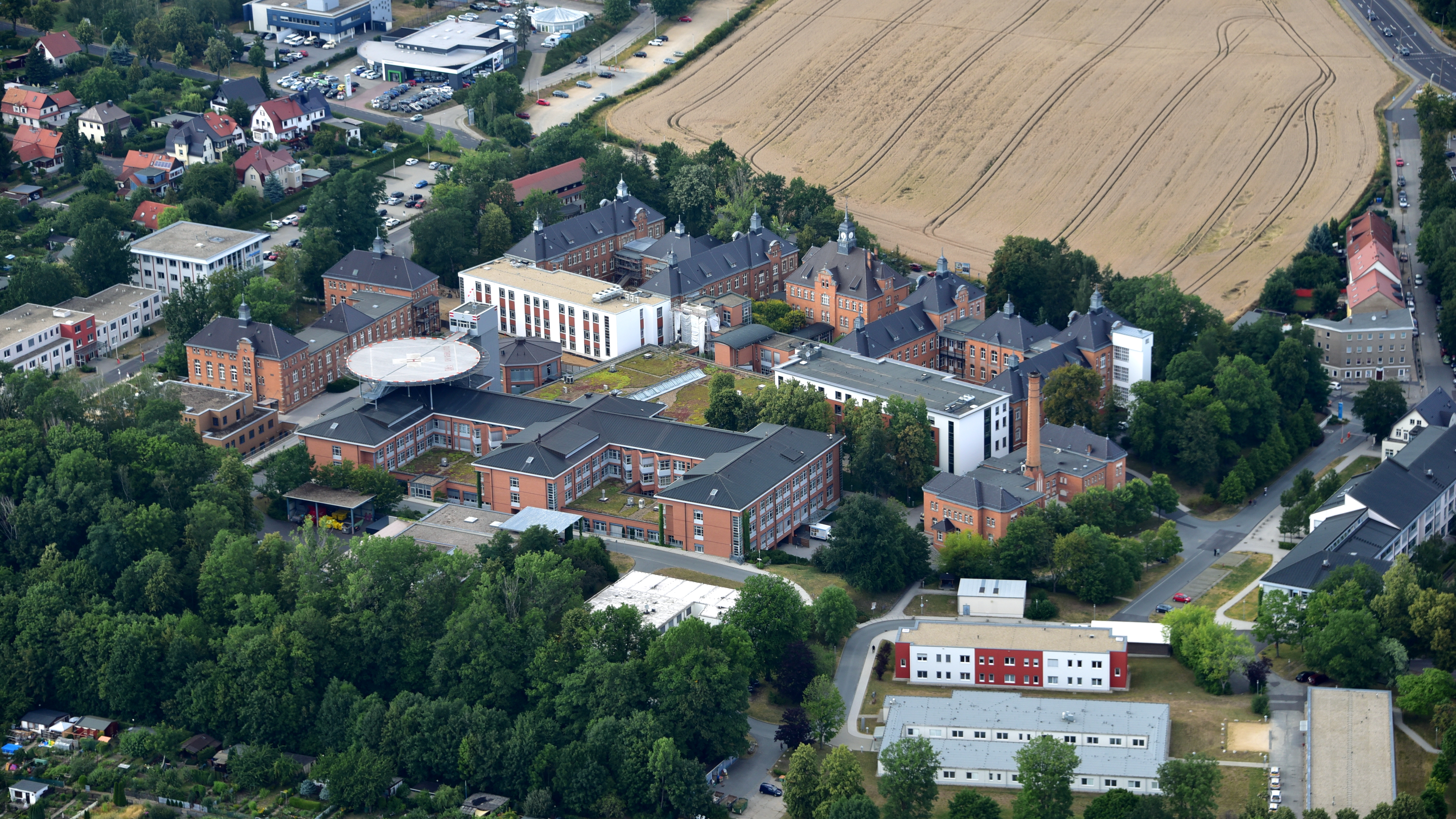
Städtisches Klinikum Görlitz, Luftaufnahme (2019)

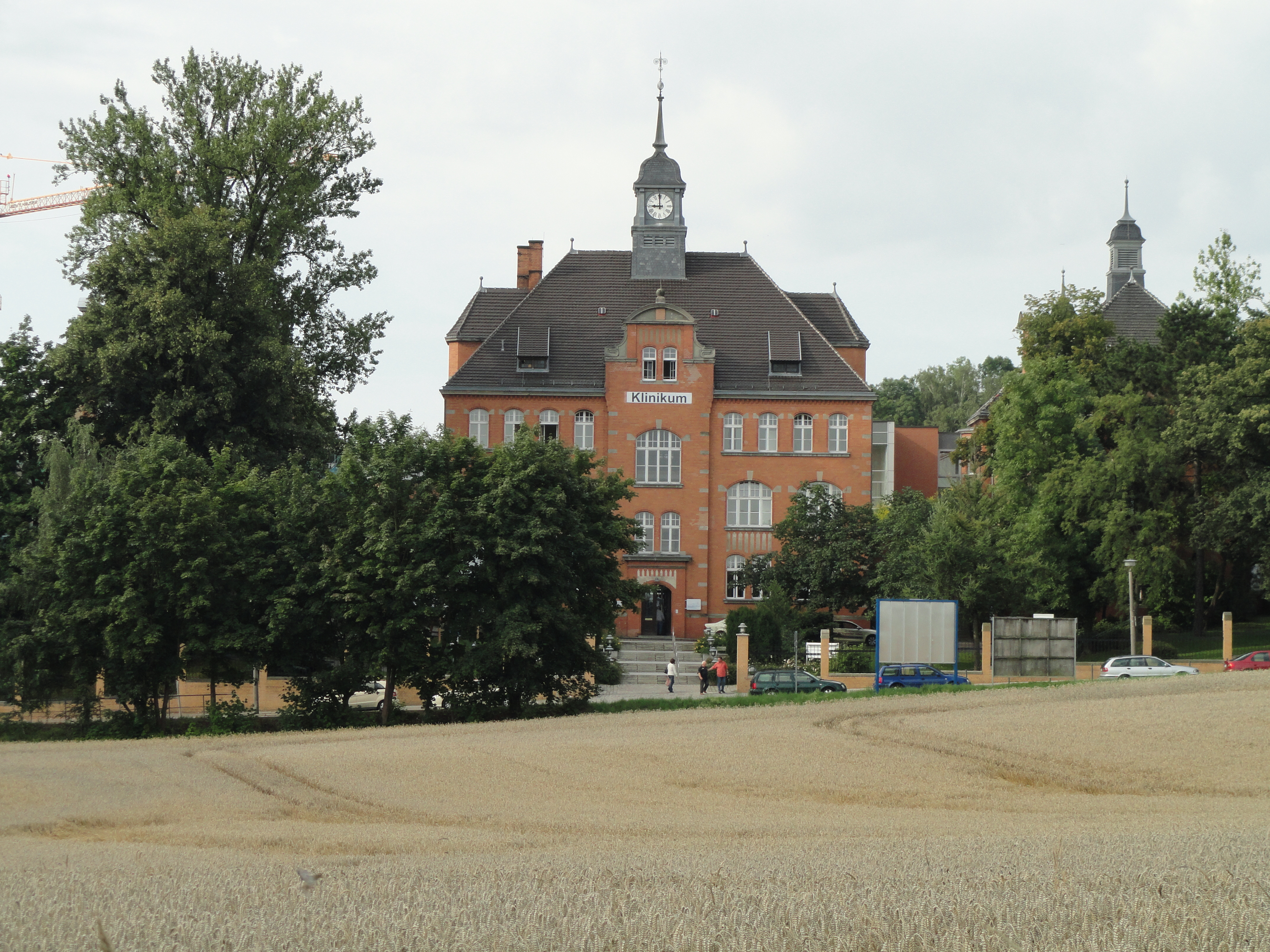
Hauptgebäude an der Girbigsdorfer Straße

Das Klinikum Görlitz ist ein Krankenhaus der Schwerpunktversorgung in der Stadt Görlitz in der Oberlausitz. Das Krankenhaus am nördlichen Rand der Innenstadt wurde 1905 eröffnet und firmiert als gemeinnützige GmbH in Trägerschaft der Stadt. In den 17 Fachkliniken, zwei Instituten und vier Tochterunternehmen arbeiten insgesamt rund 1450 Beschäftigte, die jährlich etwa 65.000 ambulante und stationäre Patienten behandeln, pflegen und versorgen. Weiterhin ist das Klinikum akademisches Lehrkrankenhaus der Technischen Universität Dresden und bietet etwa 140 Ausbildungsplätze an einer eigenen Medizinischen Berufsfachschule an.

## Geschichte
Im Jahr 1844 errichtete die Stadt ein Krankenhaus an der Salomonstraße (heute: nördliche Berliner Straße) in der Nähe des Postplatzes in Nachbarschaft zum Gerichtsgebäude. Doch der Bau stieß bereits Ende der 1860er Jahre an seine Kapazitätsgrenzen. Der Magistrat der Stadt entschloss sich 1868 für eine Erweiterung des Krankenhauses an diesem Standort. Auf Grund des rasanten Bevölkerungswachstums in den nächsten Jahrzehnten und dem damit einhergehenden steigenden medizinischen Bedarfs entschloss sich der Magistrat im Jahr 1900 für einen Neubau weit vor den Toren der Stadt.
Das Stadtkrankenhaus wurde zwischen 1901 und 1905 im Pavillonstil nach Plänen des Architekten Heino Schmieden errichtet. Es entstand der langgezogene Gebäudetrakt entlang der Girbigsdorfer Straße mit dem dominierenden dreigeschossigen Hauptbau mit Turmuhr in der Mitte. An den Ost- und Westflügel schlossen sich jeweils zwei querstehende Flügel an. Die markanten straßenseitigen Treppenhäuser der Querflügel besitzen ebenfalls drei Stockwerke und heben sich somit von den Verbindungsbauten des Haupttraktes ab. Die Rahmen der Fenster- und Türöffnungen der Backsteinfassade sind als Rundstäbe aus Formsteinen ausgeführt.
Bereits 1870/71 entstand das Lazarett für die preußischen Einheiten der Garnisonsstadt an der Zeppelinstraße, östlich des späteren Krankenhauses. Der kastellartige Klinkerbau im Rundbogenstil wurde nach der Planstraße Nr. 11 ausgerichtet, die später jedoch nicht realisiert wurde.
Im Jahr 1956 folgte die Umfirmierung zum Bezirkskrankenhaus unter Leitung des ärztlichen Direktors Heinz Funke. Im gleichen Jahr wurde die Urologie aus dem Fachbereich Chirurgie ausgegliedert und eine eigene Urologische Klinik etabliert. Auch eine Infektionsklinik wurde eingeführt. Zehn Jahre später folgt die Einrichtung des fünften Dialysezentrums in der DDR.
Am 8. Juli 1972 wurde der Neubau der Kinderklinik im Südosten des Krankenhausgeländes nach 30 Monaten Bauzeit eingeweiht. Der Bau kostete 13 Millionen Mark. Die Kinderklinik war nach 1945 in einem Flachbau an der Girbigsdorfer Straße untergebracht. Im Jahr 1950 zog die Kinderabteilung in die ehemalige Hauptsche Klinik im Haus Mühlweg 3 um. Einige Jahre später wurde die Klinik auf das Haus Mühlweg 5 ausgedehnt. Das Haus Mühlweg 4 nutzten wiederum die Klinikmitarbeiter. 1975 zog in das Haus Mühlweg 5 das Stomatologische Zentrum.
In die II. Medizinische Klinik an der Bolesław-Bierut-Straße (heute: Dr.-Kahlbaum-Allee) wurde 1979 ein Schrittmacherzentrum eingerichtet, nachdem im gleichen Jahr die erste Herzschrittmacheroperation stattfand. Drei Jahre später wurde die Klinik für Anästhesie und Intensivmedizin gegründet.
Nach der Wiedervereinigung wurde aus dem Bezirkskrankenhaus die Klinikum Görlitz gGmbH. Die Dialyseabteilung wurde privatisiert. Im Jahr 1998 wurde die Akutgeriatrie im ehemaligen Lazarett an der Zeppelinstraße eingeweiht. 2004 folgte die Einweihung des 42 Millionen Euro teuren, neuen Zentralbaus, der sich dem Hauptgebäude in Richtung Süden anschließt. In dem Neubau sind zahlreiche diagnostische Funktionsabteilungen, die Operationsräume und sechs Stationen untergebracht. Im gleichen Jahr zog mit der Klinik für psychosomatische Medizin die letzte Abteilung aus den Räumlichkeiten der II. Medizinischen Klinik auf das Gelände an der Girbigsdorfer Straße um. Auch der Neubau der Klinik für Psychiatrie und Psychotherapie an der Osteinfahrt wurde 2004 im Beisein der sächsischen Gesundheitsministerin Helma Orosz eingeweiht. Die Psychiatrie befand sich zuvor an der Jochmannstraße. Die Zentralisierung an einem Standort war mit dem Umzug der vorher über die Stadt verteilten Kliniken beendet. Die medizinischen Abteilungen zogen bereits 2002 von der Dr.-Kahlbaum-Allee in den Altbau des Krankenhauses, damit waren I. und II. medizinische Abteilung vereinigt.

## Kliniken
- Allgemein-, Viszeral- und Gefäßchirurgie
- Anästhesie und Intensivtherapie
- Augenklinik
- Gynäkologie und Geburtshilfe
- Hals-Nasen-Ohrenheilkunde
- Hautklinik
- Kinder- und Jugendmedizin
- Zentrum für Innere Medizin
- Neurochirurgie
- Neurologie
- Plastische, Rekonstruktive und Brustchirurgie
- Psychiatrie und Psychotherapie
- Psychosomatische Medizin und Psychotherapie
- Strahlentherapie
- Unfallchirurgie
- Urologie

## Institute
- Institut für Bildgebende Diagnostik
- Institut für Pathologie

## Tochtergesellschaften
Die Klinikum Görlitz gGmbH betreibt vier Tochterunternehmen, die ebenfalls als gGmbH oder GmbH geführt werden: der Physio-Ergotherapie Service Görlitz, das Med Lab Görlitz, die Krankenhausakademie des Landkreises Görlitz und die Betriebsgesellschaft des Klinikums (BGK). Die Med Lab Görlitz ist für alle labormedizinischen Untersuchungen im Klinikum Görlitz zuständig. In der Betriebsgesellschaft des Klinikums sind die Servicebereiche Catering und Patientenversorgung, Glas- und Gebäudereinigung sowie Wach- und Sicherheitsdienst eingegliedert. Die meisten Dienstleistungen wurden früher von Fremdfirmen verrichtet.